# Jasper Mielke
Jasper Philipp Mielke (* 1982 in Ratzeburg) ist ein deutscher Filmproduzent.

## Karriere
Mielke studierte ab 2004 angewandte Medienwirtschaft an der Hochschule Mittweida und erhielt 2007 einen Bachelor of Arts. Danach arbeitete er als Filmproduzent und schloss später ein Filmstudium an der Filmakademie Baden-Württemberg an. Zusammen mit Karoline Henkel und Arto Sebastian gründete er 2016 das Produktionsunternehmen „Wood Water Films“. Sein nächster Langfilm war Schneeblind, in dem es um den einen blinden Jungen im Hungerwinter 1946/47 im Schwarzwald geht. 2021 produzierte er den Film Bürgermeister, Schäfer, Witwe, Drache, der beim Filmfestival Max Ophüls mehrfach ausgezeichnet wurde. Darauf folgte 2023 Alaska und 2024 Jenseits der blauen Grenze. Mit dem Dokumentarfilm Soldaten des Lichts ist er beim DOK.fest München 2025 für den VFF Dokumentarfilm-Produktionspreis nominiert.

## Filmografie (Auswahl)
- 2006: Sternenkinder (Fernsehfilm)
- 2012: Trattoria (Kurzfilm)
- 2013: Palast
- 2014: Stavanger (Kurzfilm)
- 2014: Die Menschenliebe
- 2014: Absent (Kurzfilm)
- 2017: Durch die Nacht mit... (Fernsehserie)
- 2017: Schneeblind
- 2019: Sag du es mir
- 2021: Bürgermeister, Schäfer, Witwe, Drache
- 2023: Alaska
- 2023: Rohbau
- 2024: Jenseits der blauen Grenze

## Auszeichnungen (Auswahl)
- 2025: DOK.fest-Nominierung für den VFF Dokumentarfilm-Produktionspreis für Das fast normale Leben